# تاتا سییرا
تاتا سییرا (Tata Sierra) خودرویی است که در سال‌های ۱۹۹۱ تا ۱۹۹۸تولید شده‌است.
این خودرو در کلاس مینی‌ون قرار گرفته و است. سیستم جعبه‌دندهٔ آن ۵ دنده به صورت دستی است.